# Tormenta de granizo en Sídney de 1999

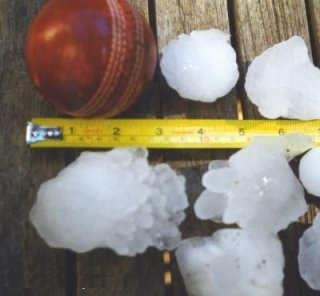
Durante la tormenta que asoló Sídney el 14 de abril de 1999 cayeron trozos de hielo de 7 cm de diámetro.

La tormenta de granizo sobre la ciudad de Sídney de 1999 fue el desastre natural más costoso en la historia de los seguros en Australia, la tormenta produjo daños importantes a lo largo de la costa este de Nueva Gales del Sur. La tormenta se generó al sur de Sídney en la tarde del 14 de abril de 1999 y asoló los distritos del este de la ciudad, incluido el centro mismo de la ciudad al atardecer de ese día.
Se estimó que la tormenta dejó caer unas 500,000 toneladas de rocas de hielo a su paso. Los daños asegurados causados por la tormenta fueron superiores a 1700 millones de dólares australianos, y el total de daños (incluidos daños no cubiertos por seguros) se estimó fue de 2300 millones de dólares. Fue el evento más costoso en la historia de coberturas de seguros de Australia sobrepasando el monto de 1100 millones de dólares australianos que abonaron los seguros luego del terremoto de Newcastle de 1989. Un rayo también se cobró una vida durante la tormenta, y el evento produjo unos 50 heridos.
La tormenta se clasificó como una supercelda luego de analizar su naturaleza errática y sus atributos externos. Durante el evento, la tormenta cambió de dirección con frecuencia, y fueron especialmente sorprendentes las dimensiones del granizo y la duración de la tormenta. El evento también fue especial en cuanto a que la época del año y las condiciones generales en la región no se consideraban eran las conducentes a la formación de una celda de tormenta.